# III Korpus Polski (PSZ)
III Korpus Polski (III KP) – wyższy związek taktyczny Polskich Sił Zbrojnych w czasie II wojny światowej.

## Historia III Korpusu Polskiego
We wrześniu 1942 roku przystępując do organizacji Armii Polskiej na Wschodzie zakładano, że w jej skład wejdą dwa korpusy – II i III (I Korpus pozostawał w Szkocji). Z planów tych zrezygnowano dopiero w 1945 roku.
25 listopada 1943 roku Naczelny Wódz, generał broni Kazimierz Sosnkowski wydał „Wytyczne organizacyjne dla Armii Polskiej na Wschodzie”. Zgodnie z wytycznymi Armia Polska na Wschodzie została podzielona na trzy rzuty. Rzut pierwszy tworzył II Korpus Polski wraz z Bazą Armii Polskiej na Wschodzie. Rzut drugi tworzył sztab armii i jednostki, które nie weszły w skład II KP. Trzeci rzut stanowiły jednostki armii pozostające na terenie Palestyny, Syrii i Iranu.
7 maja 1944 roku Dowództwo Armii Polskiej na Wschodzie zostało przekształcone w Dowództwo Jednostek Wojskowych na Środkowym Wschodzie z zachowaniem dotychczasowej nazwy.
W okresie od 18 sierpnia do 5 grudnia 1944 roku Dowództwo JWŚW zostało przemianowane na III Korpus.
5 grudnia 1944 roku szef Sztabu Naczelnego Wodza, generał dywizji Stanisław Kopański przemianował Dowództwo III Korpusu na Dowództwo Jednostek Wojska na Środkowym Wschodzie (ang. H.Q. Polish Forces – Middle East), a Prezydent RP zwolnił generała dywizji Michała Karaszewicza-Tokarzewskiego ze stanowiska dowódcy korpusu i pozostawił do dyspozycji Ministra Obrony Narodowej oraz mianował generała brygady Józefa Wiatra pełniącym obowiązki dowódcy Jednostek Wojska na Środkowym Wschodzie.

## Struktura organizacyjna JWŚW i III Korpusu Polskiego
- Kwatera Główna Armii Polskiej na Wschodzie
  - Dowództwo APW (JWŚW – III KP)
  - Sztab APW (JWŚW – III KP)
  - Kwatermistrzostwo APW (JWŚW – III KP)
  - 13 Sąd Polowy

- Jednostki broni i służb armii:
  - Ośrodek Zapasowy Armii  (od 26 VIII 1944 – Ośrodek Wyszkoleniowo–Zapasowy)
  - 11 Batalion Saperów Kolejowych
  - Szpital Wojenny nr 4  (do VI 1944)
  - Szpital Wojenny nr 5  (od VI 1944)
  - Oddział Zaopatrzenia i Transportu
  - Komenda Uzupełnień nr 3  (w VIII 1944 przeniesiona do Włoch)
  - Komenda Uzupełnień nr 4  (zorganizowana w VIII 1944 z części KU nr 3)
  - Więzienie Wojskowe
  - Składnica Bagażu
  - Biuro Rozrachunkowe
- Dowództwo Jednostek Terytorialnych Palestyna, Syria i Irak
  - 15 Sąd Polowy
  - Oddział Administracyjny
  - Stacja Zborna
  - Szkoły Junaków
  - Szkoły Kadetów
  - Kursy Administracji Cywilnej
  - Biuro Dokumentacji
  - Sekcja Wydawnicza  (w VIII 1944 przeniesiona do Bazy II KP)
  - Biuro Oszczędności Żołnierza  (w VIII 1944 przeniesione do Bazy II KP)
  - Komendy rejonów etapów i placów

## Obsada personalna JWŚW i III Korpusu Polskiego
- Zastępca dowódcy Armii Polskiej na Wschodzie – dowódca JWŚW
  - gen. dyw. Michał Tokarzewski-Karaszewicz (16 III 1943 – VIII 1944)
- Zastępca dowódcy Armii Polskiej na Wschodzie – dowódca III Korpusu Polskiego
  - gen. dyw. Michał Tokarzewski-Karaszewicz  (VIII 1944 – 5 XII 1944)
- Dowódca Jednostek Wojskowych na Środkowym Wschodzie
  - gen. bryg. Józef Wiatr (III 1945 – 1947)
- Zastępca dowódcy Jednostek Wojskowych na Środkowym Wschodzie
  - gen. bryg. Józef Wiatr  (od V 1944)
  - płk dypl. Adam Brzechwa-Ajdukiewicz
- Szef sztabu Jednostek Wojskowych na Środkowym Wschodzie – III Korpusu Polskiego
  - płk dypl. Stanisław Künstler (III 1944 – IV 1945 )
- Szef Oddziału Operacyjno-Wyszkoleniowego - ?
- Szef Oddziału Służby Sztabu - ppłk dypl. Władysław Rogulski
- Dowódcy Jednostek Terytorialnych
  - płk dypl. Bolesław Ostrowski (II 1944 – IV 1945)
  - płk dypl. Stanisław Künstler  (IV 1945 – VII 1947)